# كاكاوتالك
كاكاوتالك (بالإنجليزية: KakaoTalk)‏ ، أو في بعض الأحيان كاتالك (KaTalk)، (الكورية: 카카오 톡)، هو تطبيق تراسل فوري مجاني، للهواتف الذكية المتنقلة، ويمكن من خلاله إرسال الرسائل وأجراء المكالمات المجانية وإرسال الصور، الرسائل الصوتية، الفيديو والوسائط. تم إطلاقه في 18 مارس 2010 وهو متعدد المنصات ومتاح حاليا على آي أو إس، أندرويد، بادا (نظام تشغيل)، بلاك بيري، ويندوز فون، نوكيا آشا، مايكروسوفت ويندوز وماك أوس. اعتبارا من مايو 2017، كان هناك 220 مليون مستخدم مسجل في كاكاوتالك، مع 49 مليون مستخدم نشط شهريا. يتوفر في 15 لغة. يستخدم التطبيق أيضا من قبل 93٪ من أصحاب الهواتف الذكية في كوريا الجنوبية، ويعد تطبيق الرسائل رقم واحد.

## الخدمة
بالإضافة إلى المكالمات والرسائل المجانية ، يمكن للمستخدمين مشاركة الصور ومقاطع الفيديو والرسائل الصوتية والموقع وروابط URL بالإضافة إلى معلومات الاتصال. تتوفر الدردشات الفردية والجماعية عبر واي-فاي ، جيل ثالث أو LTE ، ولا توجد حدود لعدد الأشخاص في الدردشة الجماعية. هناك العديد من الميزات الأخرى كذلك.
يقوم التطبيق تلقائيًا بمزامنة قائمة جهات اتصال المستخدم على هواتفهم الذكية مع قائمة جهات الاتصال في التطبيق للعثور على الأصدقاء الموجودين في الخدمة. يمكن للمستخدمين أيضًا البحث عن الأصدقاء عن طريق معرف KakaoTalk دون الحاجة إلى معرفة أرقام هواتفهم. تتيح خدمة KakaoTalk أيضًا لمستخدميها تصدير رسائلهم وحفظها.
بدأ KakaoTalk باعتباره خدمة المراسلة ولكنه أصبح منصة لتوزيع مختلف المحتويات والتطبيقات التابعة لجهات خارجية ، بما في ذلك مئات الألعاب ، والتي يمكن للمستخدمين تنزيلها واللعب مع أصدقائهم من خلال منصة المراسلة. من خلال ميزة "Plus Friend" ، المستخدمون يمكن متابعة العلامات التجارية ووسائل الإعلام والمشاهير لتلقي رسائل حصرية وكوبونات ومعلومات أخرى في الوقت الفعلي من خلال غرف دردشة KakaoTalk. يمكن للمستخدمين أيضًا شراء سلع حقيقية من خلال منصة "Gifting" الخاصة بالمرسول.

## روابط خارجية
- الموقع الرسمي